# Coppa Bernocchi 1972
La Coppa Bernocchi 1972, cinquantaquattresima edizione della corsa, si svolse il 6 maggio 1972 su un percorso di 210 km. Era valida come evento del circuito UCI categoria CB1.1. La vittoria fu appannaggio dell'italiano Marino Basso, che terminò la gara in 4h54'00", alla media di 42,857 km/h, precedendo il belga Patrick Sercu e l'italiano Wilmo Francioni. L'arrivo e la partenza della gara furono a Legnano.
Sul traguardo di Legnano 72 ciclisti, su 82 partenti, portarono a termine la manifestazione.

## Ordine d'arrivo (Top 10)
| Pos. | Corridore           | Squadra   | Tempo    |
| ---- | ------------------- | --------- | -------- |
| 1    | Marino Basso        | Salvarani | 4h54'00" |
| 2    | Patrick Sercu       | Dreher    | s.t.     |
| 3    | Wilmo Francioni     | Ferretti  | s.t.     |
| 4    | Giancarlo Polidori  | Scic      | s.t.     |
| 5    | Mauro Simonetti     | Ferretti  | s.t.     |
| 6    | Italo Zilioli       | Salvarani | s.t.     |
| 7    | Arnaldo Caverzasi   | Filotex   | s.t.     |
| 8    | Michele Dancelli    | Scic      | s.t.     |
| 9    | Pierfranco Vianelli | Dreher    | s.t.     |
| 10   | Davide Boifava      | Zonca     | s.t.     |